# Karen Redfern
Pour les articles homonymes, voir Redfern (homonymie).
Karen Redfern, née  le 4 décembre 1963 à São Paulo, est une joueuse professionnelle de squash représentant le Brésil. Elle est championne du Brésil à 16 reprises.

## Biographie
Elle est seize fois championne du Brésil, six fois championne d'Amérique du Sud et possède deux médailles de bronze aux Jeux panaméricains, remportées à Winnipeg, au Canada, en 1999, et à Saint-Domingue, en République dominicaine, en 2003. Son palmarès international pourrait être encore plus impressionnant si elle n'abandonnait pas la compétition dans les pays lointains pour s'occuper de sa famille.

## Palmarès

### Titres
- Championnats d'Amérique du Sud : 9 titres
- Championnats du Brésil : 16 titres